# Maria Lutz-Gantenbein
Maria Lutz-Gantenbein (* 11. Mai 1902 in Douala, Kamerun; † 7. März 1986 in Zürich) war eine Schweizer Lyrikerin. Die Tochter eines Missionarsehepaars holte 1925 die Matura nach und ließ sich zur Sekundarlehrerin ausbilden. Sie heiratete 1928 den Buchhändler Friedrich Lutz, den sie 1922 in Paris kennengelernt hatte. 1929 wurde ihre Tochter Regina geboren. 1940 veröffentlichte die «Davoser Revue» ihre ersten Gedichte. Sie starb 1986 in ihrem Haus in Zürich-Leimbach.

## Auszeichnungen
- 1957: Anerkennungspreis der Stadt St. Gallen
- 1958: Anerkennungspreis der Stadt Zürich
- 1976: Auszeichnung der Stiftung «Pro Arte», Bern
- 1980: Anerkennungsgabe des Kantons Zürich
- 1983: Schillerpreis der Zürcher Kantonalbank

## Werke
- Gefährten der Stille. Gedichte. Huber, Frauenfeld 1944.
- Aus Monden reift das Jahr. Gedichte. Huber, Frauenfeld 1947.
- Die Muschel. Gedichte. Huber, Frauenfeld 1952.
- Sommer ohne Glut. Gedichte. Huber, Frauenfeld 1957.
- Im Wanderschatten der Sonnenuhr. Gedichte. Hörler, Richterswil 1970.
- In Fängen des Winds. Gedichte. Hörler, Richterswil 1970.
- Mond und Spinne. Gedichte aus zwanzig Jahren. Classen, Zürich 1978, ISBN 3-7172-0270-7.
- Skarabäus. 42 Gedichte. Pendo, Zürich 1981.
- Meine Trauer trag ich zum Gürteltier. Gedichte. Pendo, Zürich 1983, ISBN 3-85842-075-1.
- Zeit der ungesäuerten Brote. Gedichte. Pendo, Zürich 1986, ISBN 3-85842-126-X.
- Mohnglut. Gedichte 1938–1986. Pendo, Zürich 1996, ISBN 3-85842-298-3.